# Saison 5 de Private Practice
Chronologie
Saison 4 Saison 6
Cet article présente le guide des épisodes de la cinquième saison de la série télévisée Private Practice.

## Distribution de la saison

### Acteurs principaux
- Kate Walsh (VF : Anne Deleuze) : Addison Montgomery (22/22)
- Tim Daly (VF: Bruno Choël) : Pete Wilder (22/22)
- Benjamin Bratt (VF: Pierre-François Pistorio) : Jake Reilly (22/22)
- Paul Adelstein (VF: Boris Rehlinger) : Cooper Freedman (22/22)
- KaDee Strickland (VF: Laurence Bréheret) : Charlotte King (22/22)
- Brian Benben (VF: Constantin Pappas) : Sheldon Wallace (20/22)
- Caterina Scorsone (VF: Élisabeth Ventura) : Amelia Shepherd (22/22)
- Griffin Gluck : Mason Warner (18/22)
- Taye Diggs (VF: Bruno Dubernat) : Sam Bennett (22/22)
- Amy Brenneman (VF: Veronique Augereau) : Violet Turner (22/22)

## Épisodes

### Épisode 1:Dieu dispose
- États-Unis /  Canada: 29 septembre 2011 sur ABC[1] / Citytv[2]
- France : 19 août 2013 sur France 2
- Québec : 14 juillet 2014 sur Moi & Cie Télé

- États-Unis : 7,79 millions de téléspectateurs[3] (Première diffusion)
- France : 340 000 téléspectateurs[4] (Première diffusion)

- Betsy Brandt (Joanna Gibson)
- Michael B. Silver (David Gibson)

### Épisode 2:Le Bon Numéro
- États-Unis : 6 octobre 2011 sur ABC
- France : 19 août 2013 sur France 2
- Québec : 21 juillet 2014 sur Moi & Cie Télé

- États-Unis : 6,06 millions de téléspectateurs[5] (Première diffusion)
- France : 284 000 téléspectateurs[4] (Première diffusion)

- Patrick Fabian (Robert Weston)
- David Berry Gray (Greg Gilbert)

### Épisode 3:Pulsions et Compulsions
- États-Unis : 13 octobre 2011 sur ABC
- France : 26 août 2013 sur France 2
- Québec : 28 juillet 2014 sur Moi & Cie Télé

- États-Unis : 6,51 millions de téléspectateurs[6] (Première diffusion)

- A.J. Langer (Erica)
- Michaela Watkins (Laura Martin)
- Andrew Borba (Will Martin)
- Austin Highsmith (Nina)
- Christinna Chauncey (Trish)
- Danielle Bisutti (Lynn)
- Griffin Gluck (Mason)

### Épisode 4:Père et Fils
- États-Unis : 20 octobre 2011 sur ABC
- France : 26 août 2013 sur France 2
- Québec : 4 août 2014 sur Moi & Cie Télé

- États-Unis : 6,38 millions de téléspectateurs[7] (Première diffusion)

- A.J. Langer (Erica Warner)
- Kathleen Rose Perkins (Jodi)
- Eyal Podell (Zach)

### Épisode 5:La Première Étape
- États-Unis : 27 octobre 2011 sur ABC
- France : 3 juillet 2014 sur France 2
- Québec : 11 août 2014 sur Moi & Cie Télé

- États-Unis : 6,40 millions de téléspectateurs[8] (Première diffusion)
- France : 290 000 téléspectateurs[9] (Première diffusion)

- Cynthia Stevenson (Karen)
- A.J. Langer (Erica Warner)
- Sydney Tamiia Poitier (Michelle)
- Theo Stockman (Wes)

### Épisode 6:Turbulences
- États-Unis : 3 novembre 2011 sur ABC
- France : 3 juillet 2014 sur France 2
- Québec : 18 août 2014 sur Moi & Cie Télé

- États-Unis : 6,56 millions de téléspectateurs[11] (Première diffusion)
- France : 180 000 téléspectateurs[9] (Première diffusion)

### Épisode 7:Jamais assez
- États-Unis : 10 novembre 2011 sur ABC
- France : 10 juillet 2014 sur France 2
- Québec : 25 août 2014 sur Moi & Cie Télé

- États-Unis : 7,51 millions de téléspectateurs[12] (Première diffusion)

- A.J. Langer (Erica Warner)

### Épisode 8:Toute dernière fois
- États-Unis : 17 novembre 2011 sur ABC
- France : 10 juillet 2014 sur France 2
- Québec : 1er septembre 2014 sur Moi & Cie Télé

- États-Unis : 7,23 millions de téléspectateurs[13] (Première diffusion)

- Amy Morton (Lenny)
- Wes Brown (Ryan Kerrigan)

### Épisode 9:Thérapies de groupe
- États-Unis : 17 novembre 2011 sur ABC
- France : 17 juillet 2014 sur France 2
- Québec : 8 septembre 2014 sur Moi & Cie Télé

- États-Unis : 7,23 millions de téléspectateurs[13] (Première diffusion)

- Debby Ryan (Hayley)
- A.J. Langer (Erica Warner)
- John Lacy (Jim Davis)

### Épisode 10:Avec ou sans toi
- États-Unis : 5 janvier 2012 sur ABC
- France : 17 juillet 2014 sur France 2
- Québec : 15 septembre 2014 sur Moi & Cie Télé

- États-Unis : 7,71 millions de téléspectateurs[14] (Première diffusion)

- Audrey Marie Anderson (Rose Filmore)
- John Sloan (Evan Olsen)
- Jamie Silberhartz (Kendra Templeton)
- Bresha Webb (Melanie White)
- Aloma Wright (Mildred Clemons)

### Épisode 11:Ruptures
- États-Unis : 12 janvier 2012 sur ABC
- France : 24 juillet 2014 sur France 2
- Québec : 22 septembre 2014 sur Moi & Cie Télé

- États-Unis : 6,55 millions de téléspectateurs[15] (Première diffusion)

### Épisode 12:Perdu d'avance
- États-Unis : 19 janvier 2012 sur ABC
- France : 25 juillet 2014 sur France 2
- Québec : 29 septembre 2014 sur Moi & Cie Télé

- États-Unis : 6 millions de téléspectateurs[16] (Première diffusion)

- Betsy Brandt (Joanna Gibson)
- A.J. Langer (Erica)
- Stephen Amell (Scott)

### Épisode 13:Connaitre la suite
- États-Unis : 2 février 2012 sur ABC
- France : 31 juillet 2014 sur France 2
- Québec : 6 octobre 2014 sur Moi & Cie Télé

- États-Unis : 6,55 millions de téléspectateurs[17] (Première diffusion)

- Anika Noni Rose (Corinne Bennett)
- Stephen Amell (Scott)
- A.J. Langer (Erica Warner)
- Ashley Johnson (Kelly Andrews)
- David Loren (Rick Andrews)

### Épisode 14:Ceux qui comptent
- États-Unis : 9 février 2012 sur ABC
- France : 1er août 2014 sur France 2
- Québec : 13 octobre 2014 sur Moi & Cie Télé

- États-Unis : 6,52 millions de téléspectateurs[18] (Première diffusion)

- Anika Noni Rose (Corinne)
- A.J. Langer (Erica)
- Stephen Amell (Scott)

### Épisode 15:Cœurs brisés
- États-Unis : 16 février 2012 sur ABC
- France : 7 août 2014 sur France 2
- Québec : 20 octobre 2014 sur Moi & Cie Télé

- États-Unis : 7,08 millions de téléspectateurs[19] (Première diffusion)

- Patrick Dempsey (Dr Derek Shepherd)
- Chyler Leigh (Dr Lexie Grey)
- A.J. Langer (Erica)
- Stephen Amell (Scott)
- Anika Noni Rose (Corinne)

### Épisode 16:Andromède
- États-Unis : 23 février 2012 sur ABC
- France : 8 août 2014 sur France 2
- Québec : 27 octobre 2014 sur Moi & Cie Télé

- États-Unis : 6,32 millions de téléspectateurs[20] (Première diffusion)

- A.J. Langer (Erica)
- Stephen Amell (Scott)
- Anika Noni Rose (Corinne)

### Épisode 17:Décisions difficiles
- États-Unis : 15 mars 2012 sur ABC
- France : 14 août 2014 sur France 2
- Québec : 3 novembre 2014 sur Moi & Cie Télé

- États-Unis : 6,85 millions de téléspectateurs[21] (Première diffusion)

- A.J. Langer (Erica)
- Stephen Amell (Scott)
- Anika Noni Rose (Corinne)

### Épisode 18:Grosse Journée
- États-Unis : 17 avril 2012 sur ABC[22]
- France : 14 août 2014 sur France 2
- Québec : 10 novembre 2014 sur Moi & Cie Télé

- États-Unis : 6,53 millions de téléspectateurs[23] (Première diffusion)

- A.J. Langer (Erica)
- Enid Graham (Elise Wilson)
- Maury Sterling (Curt Wilson)
- Aloma Wright (Mildred Clemons)

### Épisode 19:Celui qu'Addison...
- États-Unis : 24 avril 2012 sur ABC
- France : 21 août 2014 sur France 2
- Québec : 17 novembre 2014 sur Moi & Cie Télé

- États-Unis : 8,13 millions de téléspectateurs[24] (Première diffusion)

### Épisode 20:Comme un garçon
- États-Unis : 1er mai 2012 sur ABC
- France : 21 août 2014 sur France 2
- Québec : 24 novembre 2014 sur Moi & Cie Télé

- États-Unis : 7,38 millions de téléspectateurs[25] (Première diffusion)

### Épisode 21:À la dérive
- États-Unis : 8 mai 2012 sur ABC
- France : 28 août 2014 sur France 2
- Québec : 1er décembre 2014 sur Moi & Cie Télé

- États-Unis : 5,77 millions de téléspectateurs[26] (Première diffusion)

### Épisode 22:Le Bébé licorne
- États-Unis : 15 mai 2012 sur ABC[27]
- France : 29 août 2014 sur France 2
- Québec : 8 décembre 2014 sur Moi & Cie Télé

- États-Unis : 6,81 millions de téléspectateurs[28] (Première diffusion)

- Scott Alan Smith (thérapeute)

## Audiences aux États-Unis
| Épisode | Titre original                    | Titre en français       | Chaîne | Date de diffusion originale | Audiences | Pdm sur les 18-49 ans |
| ------- | --------------------------------- | ----------------------- | ------ | --------------------------- | --------- | --------------------- |
| 5x01    | "God Laughs"                      | Dieu dispose            | ABC    | 29 septembre 2011           | 7.79      | 2.8/8                 |
| 5x02    | "Breaking the Rules"              | Le bon numéro           | ABC    | 6 octobre 2011              | 6.06      | 2.1/5                 |
| 5x03    | "Deal With It"                    | Pulsions et compulsions | ABC    | 13 octobre 2011             | 6.51      | 2.3/6                 |
| 5x04    | "Remember Me"                     | Père et fils            | ABC    | 20 octobre 2011             | 6.38      | 2.3/6                 |
| 5x05    | "Step One"                        | La première étape       | ABC    | 27 octobre 2011             | 6.59      | 2.4/6                 |
| 5x06    | "If I Hadn't Forgotten..."        | Turbulences             | ABC    | 3 novembre 2011             | 6.56      | 2.6/7                 |
| 5x07    | "Don't Stop 'Till You Get Enough" | Jamais assez            | ABC    | 10 novembre 2011            | 7.51      | 2.8/7                 |
| 5x08    | "Who We Are"                      | Toute dernière fois     | ABC    | 17 novembre 2011            | 7.23      | 2.6/7                 |
| 5x09    | "The Breaking Point"              | Thérapies de groupe     | ABC    | 17 novembre 2011            | 7.23      | 2.6/7                 |
| 5x10    | "Are You My Mother?"              | Avec ou sans toi        | ABC    | 5 janvier 2012              | 7.71      | 2.7/7                 |
| 5x11    | "The Standing Eight Count"        | Ruptures                | ABC    | 17 janvier 2012             | 6.55      | 2.3/6                 |
| 5x12    | "Losing Battles"                  | Perdu d'avance          | ABC    | 19 janvier 2012             | 6.00      | 2.1/5                 |
| 5x13    | "The Time Has Come"               | Connaitre la suite      | ABC    | 2 février 2012              | 6.55      | 2.3/6                 |
| 5x14    | "Too Much"                        | Ceux qui comptent       | ABC    | 9 février 2012              | 6.52      | 2.2/6                 |
| 5x15    | "You Break My Heart"              | Cœurs brisés            | ABC    | 16 février 2012             | 7.08      | 2.6/7                 |
| 5x16    | "Andromeda"                       | Andromède               | ABC    | 23 février 2012             | 6.32      | 2.1/6                 |
| 5x17    | "The Letting Go"                  | Décisions difficiles    | ABC    | 15 mars 2012                | 6.85      | 2.1/5                 |
| 5x18    | "It Was Inevitable"               | Grosse journée          | ABC    | 17 avril 2012               | 6.53      | 1.7/5                 |
| 5x19    | "And Then There Was One"          | Celui qu'Addisson...    | ABC    | 24 avril 2012               | 8.13      | 2.2/6                 |
| 5x20    | "True Colors"                     | Comme un garçon         | ABC    | 1er mai 2012                | 7.38      | 2.1/6                 |
| 5x21    | "Drifting Back"                   | À la dérive             | ABC    | 8 mai 2012                  | 5.77      | 1.4/4                 |
| 5x22    | "Gone, Baby, Gone"                | Le bébé licorne         | ABC    | 15 mai 2012                 | 6.81      | 1.8/5                 |